# コンサドーレ (小惑星)
コンサドーレ (7777 Consadole) は、小惑星帯にある小惑星。北海道釧路市の上田清二と札幌市の金田宏によって発見された。
小惑星名は北海道のJリーグクラブ、北海道コンサドーレ札幌に由来する。2000年末にコンサドーレがJ1へ復帰したのを記念して渡辺和郎により提案され、翌年1月9日の小惑星回報で公表された。